# Miconia acreana
Miconia acreana är en tvåhjärtbladig växtart som beskrevs av Ernst Heinrich Georg Ule. Miconia acreana ingår i släktet Miconia och familjen Melastomataceae. Inga underarter finns listade i Catalogue of Life.